# Kriva Reka (Bulgarien)
Kriva Reka (bulgariska: Крива Река) är ett vattendrag i Bulgarien. Det ligger i regionen Sjumen, i den östra delen av landet, 300 km öster om huvudstaden Sofia.
Trakten runt Kriva Reka består till största delen av jordbruksmark. Runt Kriva Reka är det ganska glesbefolkat, med 34 invånare per kvadratkilometer.